# L'inacabat
L'inacabat (xinès simplificat: 一半儿, pinyin: Yībàn er, literalment 'El mig') és un curtmetratge d'animació dirigit per Zhan Tong i produït per la Shanghai Meishu Dianying Zhipianchang el 1990.
Va guanyar el premi al millor cinema 1989-1990 del Ministeri de Ràdio, Cinema i Televisió, i fou una de les pel·lícules seleccionades per a celebrar el 70 aniversari del Partit Comunista de la Xina, però també fou exhibida internacionalment. Fou doblat en valencià i emés per Canal Nou, dins del contenidor A la Babalà, el 8 de maig de 1994.